# مرض مداري
الأمراض المدارية هي أمراض سائدة في المناطق المدارية أو شبه المدارية أو المقتصرة عليها، حيث أنها أقل وجوداً في المناطق ذات المناخ المعتدل، ويعود ذلك بشكل جزئي إلى حدوث الفصل البارد، الذي يسيطر على تكاثر الحشرات من خلال إجبارها على الدخول في حالة السبات. فحشرات من أمثال البعوض والذباب من أكثر الحاملات الشائعة للأمراض، أو الناقلات لها. فقد تحمل هذه الحشرات الطفيليات أو الجراثيم أو الفيروسات التي تتسبب بالعدوى للبشر أو الحيوانات، حيث ينتقل المرض غالبا عن طريق اللدغ، وهو الأمر الذي يؤدي بدوره إلى انتقال العامل المسبب للمرض عبر التبادلات الدموية تحت الجلد. ملا تتوفر اللقاحات لأي من الأمراض المدرجة فيما يلي، حتى أن العديد منها لا يوجد له علاج شافٍ.
إن الاستكشاف البشري لكل من الغابات المدارية المطيرة، والتصحر، وزيادة الهجرة، فضلا عن زيادة التنقل الجوي العالمي إضافة إلى السياحة في المناطق المدارية قد أدت إلى ازدياد حدوث مثل هذه الأمراض.

## البرنامج الخاص بالبحث والتدريب حول الأمراض المدارية (TDR)
تم تأسيس البرنامج الخاص بالبحث والتدريب حول الأمراض المدارية للتركيز على الأمراض المعدية المهملة التي تؤثر بشكل غير متناسب على السكان الفقراء والمهمشين في المناطق النامية في كل من أفريقيا وآسيا وأميركا الوسطى، إضافة إلى أميركا الجنوبية. حيث تم إنشاؤه في منظمة الصحة العالمية، وهي الوكالة المنفذة، كما يتم الاشتراك في تمويله بين كل من صندوق الأمم المتحدة للطفولة وبرنامج الأمم المتحدة الإنمائي والبنك الدولي، فضلا عن منظمة الصحة العالمية.
تتمثل رؤية البرنامج الخاص بالبحث والتدريب حول الأمراض المدارية بتعزيز جهود البحث العالمي الفعال حول أمراض الفقر المعدية التي تلعب دورا بالغ الأهمية في البلدان التي تستوطن فيها هذه الأمراض. حيث يقوم بدور مزدوج من تطوير أدوات واستراتيجيات جديدة ضد هذه الأمراض، وتطوير المقدرة على البحث والقيادة في البلدان التي تنتشر فيها الأمراض. يقع مقر أمانة سر البرنامج الخاص بالبحث والتدريب حول الأمراض المدارية في جنيف، سويسرا، بينما يتواصل العمل عبر العالم من خلال العديد من الشركاء والمنح التمويلية.
تتضمن بعض الأمثلة عن العمل المساعدة في تطوير علاجات جديدة للأمراض مثل علاج آيفرمكتين لمرض العمى النهري، وإظهار كيف أنه يمكن للتغليف أن يحسن استعمال علاج مركب الآرتيميسينين أو لعلاج مرض الملاريا، تبيان فعالية الناموسيات للوقاية من لدغات البعوض والملاريا؛ إضافة إلى البرامج المجتمعية والتي تقودها المجتمعات تزيد توزع العلاجات المتعددة.TDR history
هذا وتضم حقيبة أمراض البرنامج المدخلات التالية:
- داء المثقبيات الأمريكي (الذي يدعى أيضا داء شاغاس) وهو مرض طفيلي يصيب الناس في الأمريكتين وخصوصا في أميركا الجنوبية. أما عامله المسبب للمرض فهو أوليات سوطية تدعى المثقبية الكروزية، التي تنتقل في المقام الأول عن طريق الرضوفيات، وهي حشرات ماصة للدم، إضافة إلى وجود طرق أخرى محتملة للانتقال، مثل تناول الطعام الذي يحتوي على الطفيليات ونقل الدم والانتقال من الأم إلى جنينها. ويوجد في الوقت الحالي بين 16 إلى 18 مليون شخص مصاب بهذا المرض.[5]
- حمى الدنك
- الديدان
- داء المثقبيات الأفريقي: أو مرض النوم، وهو مرض طفيلي تسببه كائنات وحيدة الخلية من جنس المثقبيات. وهناك نوعان من هذه الكائنات مسؤول عن المثقبي الأفريقي هو المثقبية البروسية الغامبية والمثقبية البروسية الروديسية. حيث تنتقل هذه الطفيليات عن طريق ذبابة تسي تسي
- داء الليشمانيات.
تسببه كائنات وحيدة الخلية طفيلية من نوع الليشمانيا التي تنتقل عبر لسعة تقوم بها أنواع محددة من الفواصد.
- الجذام†، (أو ما يسمى داء هانسن) هو عبارة عن مرض مزمن معد تتسبب به المتفطرة الجذامية. قبل كل شيء فإن مرض الجذام هو مرض حبيبي في الأعصاب الطرفية والأغشية المخاطية الموجودة في الجهاز التنفسي العلوي، حيث تكون إصابة البشرة بالضرر هي العلامات المرضية الأولية.[6] وإن بقي دون علاج، يمكن لمرض الجذام أن يتطور مسببا ضررا مستمرا للبشرة والأعصاب والأعضاء، فضلا عن العينين. وبعكس ما يعرفه السكان، فإن الجذام لا يتسبب بتوقف أعضاء الجسد عن العمل تماما، كما أنه مختلف عن الكتاب الذي وصف في الكتاب المقدس اليهودي وترجم إلى الإنكليزية بكلمة. الجذام.[7]
- داء الخيطيات الليمفاوي
مرض طفيلي تشبه ديدان فيلاريا طفيلية تشبه الخيوط تدعى الديدان الخيطية، وتنتقل من خلال البعوض . أما اللوا اللوائية، فهو طفيلي فيلاري آخر ينتقل عبر الذباب، حيث يصيب 120 مليون شخصا في أنحاء العالم، كما يحمله أكثر من نصف السكان في أكثر المناطق الموبوءة والعسيرة.[8] أما أكثر علامة ملفتة للنظر فهي داء الفيل: وهو عبارة عن تثخين في البشرة والطبقات الداخلية يتسبب بهذا الداء العدوى المزمنة للديدان الفيلاريا في العقد الليمفاوية، حيث يقوم بسد الغدد الليمفاوية وإبطاء ارتشاح السائل الليمفاوي في جزء من الجسم.
- الملاريا
تسببه طفيليات أوالي تنتقل عبر أنثى بعوض من جنس الأنوفيلة التي تتغذى على الدماء. ويحصل هذا المرض بسبب أنواع من طفيليات الملاريا، حيث قدرت إصابة 190 -311 مليون شخص بمرض الملاريا في عام 2008، و 708000 – 1003000 شخص لقوا حتفهم بهذا المرض جنوبي الصحراء الكبرى.[9]
- مرض العمى النهري
أو العمى النهري وهو ثاني أكبر سبب رئيسي معد مسبب للعمى في العالم. تتسبب به الكلابية الملتوية، وهي دودة طفيلية، [10] حيث ينتقل هذا المرض من خلال عضة الذبابة السوداء. ينتشر الدود في أنحاء الجسد، وعندما يموث يتسبب بحكة شديدة واستجابة جسدية قوية يمكنها أن تؤدي إلى تدمير الطبقات القريبة، مثل العين.[11] وفي الوقت الحالي يوجد حوالي 18 مليون شخص مصاب بهذه الطفيليات، بينما ما يقارب 300 ألف شخص تعرضوا للعمى الكلي جراءها.[12]
- مرض البلهارسيا
والمعروف عنه أيضا بوصفه schisto أو حمى الحلزون، وهو مرض طفيلي تتسبب به أنواع متعددة من الدودات المسطحة في المناطق التي تتواجد فيها قواقع المياه العذبة، التي قد تحمل بدورها الطفيليات. والشكل الأكثر شيوعا للانتقال يتم من خلال الخوض أو السباحة في البحيرات والبرك وغيرها من الأماكن التي تحتوي على المياه ويتواجد فيها الحلزون والطفيليات. وإن أكثر من 200 مليون شخص مصاب بهذا المرض في أنحاء العالم.[13]
- العدوى المنتقلة عن طريق الجنس
- • العدوى المرافقة لمرض السل / فيروس نقص المناعة البشرية
- السل†
(الذي يشار إليه بإيجاز بالحرفين TB أو تي بي) هو مرض بكتيري معد للرئتين أو غيرها من النسج، كما أنه منتشر بشكل كبير في العالم بمعدل للوفيات يفوق 50 بالمئة إن لم تتم معالجته. وهو من الأمراض المعدية، حيث ينتقل عن طريق الرذاذ المنطلق سواء عبر السعال أو العطاس أو التكلم أو التقبيل أو حتى البصاق. هذا وقد أصيب أكثر من ثلث سكان العالم بجرثومة السل.[14]

† .

## أنواع أخرى مهملة من الأمراض المدارية
وتشتمل الأمراض المدارية المهملة على:

| المرض                      | العامل المسبب                                                                                   | ملاحظات |
| -------------------------- | ----------------------------------------------------------------------------------------------- | ------- |
| دودة الانكلستوما           | الأنكلستوما الاثنا عشرية والفتاكة الأمريكية                                                     |         |
| داء المسلكات               | المسلكة الشعرية الذيل                                                                           |         |
| داء اللولبيات              | اللولبية الرقيقة الشاحبة، اللولبية الشاحبة المتوطنة، اللولبية الشاحبة البقعية، اللولبية الشاحبة |         |
| قرحة بورولي                | المتفطرة المقرحة                                                                                |         |
| داء المثقبيات الأفريقي     | المثقبية البروسية، المثقبية الغامبية                                                            |         |
| داء التنينات               | التنينة المدينية                                                                                |         |
| داء البريميات              | البريمية                                                                                        |         |
| الأسطوانيات                | الأسطوانيات البرازية                                                                            |         |
| المثقبيات المنقولة بالغذاء | المثقبية                                                                                        |         |
| داء الكيسات المذنبة        | سوليوم الشريطية                                                                                 |         |
| مرض الجرب                  | القارمة الجربية                                                                                 |         |
| عدوى الفيروسة المصفرة      | فيروس الحمى الصفراء، فيروس غرب النيل، فيروس حمى الضنك، فيروس التهاب الدماغ المنقول بالقراد      |         |

بعض الأمراض المدارية نادرة للغاية، إلا أن العديد منها يسبب الأوبئة بشكل مفاجئ، مثل حمى إيبولا النزفية وحمى لاسا وفيروس ماربورغ. وهناك مئات الأمراض المدارية المختلفة المعروفة بشكل أقل أو أندر، ولكن، على الرغم من ذلك، له أهمية على الصحة العامة.

## علاقة المناخ بالأمراض المدارية
إن ما يسمى بالأمراض «الغريبة» في المناطق المدارية تمت ملاحظتها من قبل كل من المسافرين والمستكشفين، إلخ، فضلا عن الأطباء. أما السبب الجلي يتمثل في أن المناخ الحار المتواصل على مدار العام، إضافة إلى معدل الأمطار الأكبر والذي يؤثر بشكل مباشر على تكوين الأمراضالتي يمكن أن تنتقل إلى الإنسان (الطفيليات)، أكبر عدد ممكن من الحشرات الناقلة للأمراض. كما أنه من الممكن أيضا أن درجات الحرارة الأكثر ارتفاعا قد تؤدي إلى تكرار العوامل الممرضة على حد سواء الكائنات البيولوجية داخل وخارج الكائنات الحية. فضلا عن أن العوامل الاجتماعية – الاقتصادية قد تدخل في العملية على حد سواء، حيث أن معظم البلدان الأكثر فقرا في العالم تتواجد في المناطق المدارية.
التغير المناخي والاحترار العالمي، الناجمان عن ظاهرة الاحتباس الحراري، التي أدت إلى زيادة درجات الحرارة العالمية، يحتمل أن تتسبب بانتشار الأمراض المدارية ووصولها إلى مستويات أكثر ارتفاعا في المناطق الجبلية، فضلا عن مستويات أكثر ارتفاعا كانت محمية قبلا مثل الولايات المتحدة الجنوبية، ومنطقة البحر المتوسط، إلخ. على سبيل المثال، في غابة مونتفيردي في كوستاريكا، اتاح الاحترار العالمي لمرض، وهو مرض مداري بالانتشار هناك وبالتالي أدى إلى تقليل عدد المستعمرات البرمائية لضفادع مونتيفردي المهرجة. وهنا، فإن الاحترار العالمي زاد ارتفاع تشكيل السحابة الجبلية، وهكذا فإن السحابة المنتجة قد تسهل وجود الظروف المثلى لنمو مسببات المرض الكبيرة.

## الوقاية من وعلاج الأمراض المدارية
تتضمن بعض الاستراتيجيات للسيطرة على الأمراض المدارية:
- تجفيف الأراضي الرطبة للحد من نمو مستعمرات الحشرات وغيرها من نواقل المرض الأخرى.
- استخدام المبيدات الحشرية و \ أو طارد الحشرات على الأسطح الإستراتيجية مثل: الملابس، والبشرة، والمباني

ومواطن الحشرات، والناموسيات.
- وضع ناموسية على السرير (المعروفة أيضا باسم «شبكة السرير») وذلك للحد من انتقال العدوى ليلا، حيث أن بعض الأنواع من البعوضالمداري يتغذى في الليل بشكل أساسي.
- استخدام تدفق المياه، و\ أو تنقية المياه ومرشحات المياه، أو معالجة المياه عن طريق أقراص المياه لإنتاج مياه صالحة للشرب وخالية من الطفيليات.
- تطوير واستخدام اللقاحات في سبيل تأسيس مناعة للمرض.
- الوقاية من خلال استخدام عقاقير ما قبل التعرض (بغية الوقاية من المرض قبل التعرض للبيئة و \ أو العامل المسبب له).
- الوقاية من خلال استخدام عقاقير ما بعد التعرض (بغية الوقاية من المرض قبل التعرض للبيئة و \ أو العامل المسبب له).
- التشارك مع التنمية الاقتصادية في المناطق التي يستوطن فيها المرض. على سبيل المثال، يمكن من خلال تقديم القروض الصغيرة بغية إتاحة إنشاء الاستثمارات للمزيد من الزراعة المثمرة والمنتجة، وهذا الأمر من شانه أن يساعد الزراعة المعيشية لتغدو أكثر ربحية، حيث يمكن للسكان المحليين استخدام هذه الأرباح في الوقاية من هذه الأمراض ومنعها، مع تحقيق مكسب إضافي يتمثل في خفض نسبة الفقر.[19]

سنة في حياة العجز المعدل للأمراض المدارية في كل 100000 نسمة. يضم ذلك داء المثقبيات، داء شاغاس، مرض البلهارسيا، الليشمانيا، الفيلاريات اللمفية، داء العمى النهري.
no data
≤100
100-200
200-300
300-400
400-500
500-600
600-700
700-800
800-900
900-1000
1000-1500
≥1500

## قراءة إضافية

### كتب
- TDR at a glance - تعزيز الجهود البحثية الفعالة العالمية حول أمراض الفقر
- Le TDR en un coup d’oeilLe TDR en un coup d’oeil - favoriser un eff ort mondial de recherche eff icace sur les maladies liées à la pauvreté
- التقرير السنوي للبرنامج الخاص بالبحث والتدريب حول الأمراض المدارية - 2009
- Monitoring and evaluation tool kit for indoor residual spraying
- Indicators for monitoring and evaluation of the kala-azar elimination programme
- Malaria Rapid Diagnostic Test Performance - results of WHO product testing of malaria RDTs: Round 2- 2009
- Quality Practices in Basic Biomedical Research (QPBR) training manual: Trainer
- Quality Practices in Basic Biomedical Research (QPBR) training manual: Trainee
- Progress and prospects for the use of genetically modified mosquitoes to inhibit disease transmission
- Use of Influenza Rapid Diagnostic Tests*Manson's Tropical Diseases
- Mandell's Principles and Practice of Infectious Diseases نسخة محفوظة 18 أكتوبر 2013 على موقع واي باك مشين. or this site نسخة محفوظة 27 أبريل 2006 على موقع واي باك مشين.

### المجلات
- American Journal of Tropical Medicine and Hygiene
- Japanese Journal of Tropical Medicine and Hygiene
- Tropical Medicine and International Health
- The Southeast Asian Journal of Tropical Medicine and Public Health
- Revista do Instituto de Medicina Tropical de São Paulo
- Revista da Sociedade Brasileira de Medicina Tropical
- Journal of Venomous Animals and Toxins including Tropical Diseases

### المواقع الالكترونية
- Special Programme for Research and Training in Tropical Diseases -TDR
- GIDEON-Global Infectious Disease Epidemiology Network

## وصلات أخرى
- WHO Neglected Tropical Diseases
- Drugs for Neglected Diseases Initiative
- Tropical diseases from Maya Paradise, The Río Dulce, Guatemala Information Web Site
- American Society for Tropical Medicine and Hygiene
- Treating Tropical Diseases U.S. إدارة الغذاء والدواء
- Travelers' Health - National Center for Infectious Diseases - مراكز مكافحة الأمراض واتقائها
- Professor Andrew Speilman, Harvard School of Tropical Medicine Freeview Malaria video by the Vega Science Trust.
- Rob Hutchingson, Entomolgoist, London School of Tropical Medicine, Mosquitoes Freeview 'Snapshot' video by the Vega Science Trust.
- Links to pictures of tropical diseases (Hardin MD/Univ of Iowa)
- Tropical Diseases Web Ring
- Tropicology Library نسخة محفوظة 4 فبراير 2006 على موقع واي باك مشين.. In Portuguese.
- Institute for Tropical Medicine - Antwerp - Belgium
- Lecture Notes ITM نسخة محفوظة 1 مارس 2009 على موقع واي باك مشين. - Antwerp - Belgium
- Faculty of Tropical Medicine, Mahidol University - Bangkok - Thailand
- 'Conquest and Disease or Colonisation and Health' نسخة محفوظة 7 ديسمبر 2008 على موقع واي باك مشين., lecture by Professor Frank Cox on the history of tropical disease, given at كلية غريشام، 17 September 2007 (available for download as video and audio files, as well as a text file).
- NIH/National Institute of Allergy and Infectious Diseases (2007, December 28). "Neglected Tropical Diseases Burden Those Overseas, But Travelers Also At Risk". ScienceDaily. مؤرشف من الأصل في 2018-01-26. اطلع عليه بتاريخ 2007-12-28.{{استشهاد ويب}}:  صيانة الاستشهاد: أسماء عددية: قائمة المؤلفين (link)